# Каєтанувка (Люблінський повіт)
Каєтанувка (пол. Kajetanówka) — село в Польщі, у гміні Стшижевиці Люблінського повіту Люблінського воєводства. Населення — 163 особи (2011).

## Історія
У 1921 році фільварок Каєтанувка входив до складу гміни Бжезіни Люблінського повіту Люблінського воєводства Польської Республіки.
У 1975—1998 роках село належало до Люблінського воєводства.

## Населення
Станом на 10 вересня 1921 року на фільварку Каєтанувка налічувалося 5 будинків та 220 мешканців, з них:
- 102 чоловіки та 118 жінок;
- 48 православних, 171 римо-католик, 1 євангельський християнин;
- 47 українців, 173 поляки.

Демографічна структура станом на 31 березня 2011 року:
|          | Загалом | Допрацездатний вік | Працездатний вік | Постпрацездатний вік |
| -------- | ------- | ------------------ | ---------------- | -------------------- |
| Чоловіки | 74      | 12                 | 51               | 11                   |
| Жінки    | 89      | 19                 | 47               | 23                   |
| Разом    | 163     | 31                 | 98               | 34                   |